# Гнездилово (Тверская область)
Гнездилово — деревня в Рамешковском районе Тверской области.

## География
Находится в восточной части Тверской области на расстоянии приблизительно 3 км на юг-юго-запад по прямой от районного центра поселка Рамешки.

## История
Известна с 1627—1629 годов как пустошь. В 1678 году уже деревня князя Голицына. В 1859 году в помещичьей русской деревне Гнездилово — 18 дворов, в 1887 — 32, в 1936 — 43. В советское время работали колхозы «Объединение» и «Трудовик». В 2001 году в деревне 13 домов постоянных жителей и 9 — собственность наследников и дачников. До 2021 входила в сельское поселение Высоково Рамешковского района до их упразднения.

## Население
Численность населения: 148 человек (1859), 220 (1887), 156 (1936), 46 (1989), 53 (карелы 74 %) в 2002 году, 37 в 2010.